# Réservoir Gouin
Le réservoir Gouin est un réservoir situé dans l'agglomération de La Tuque, en Mauricie, dans la partie centrale du Québec, au Canada. 
Son rivage compte une longueur de plus de 5 600 kilomètres (excluant les îles) et sa superficie est de 1 789 km2. 
Ce réservoir est considéré être la source de la rivière Saint-Maurice parce qu'il est situé à la limite nord-ouest du bassin versant de cette dernière.

## Activités récréotouristiques
Comportant 275 km de voies navigables, ce réservoir est une destination populaire de pêche avec de nombreux fournisseurs commerciaux et de loges privées le long de ses rivages. On trouve également un bon nombre de pourvoiries offrant des activités récréotouristiques telles que chasse, pêche, excursions en véhicules tout-terrain (ex. : motoneige, quad), expéditions nautiques, chasse photographique, incluant l'hébergement en chalet, en péniche ou en auberge. Plusieurs de ces pourvoyeurs offrent aussi des services de fournitures et d'entretien d'équipements reliés aux activités récréotouristiques. Généralement, chaque pourvoyeur est équipé d'une marina offrant divers services à la navigation de plaisance.

## Histoire
Le réservoir est baptisé du nom de Lomer Gouin, qui était premier ministre du Québec quand, en 1918, la Shawinigan Water and Power Company l'embaucha pour aider au développement hydroélectrique[à vérifier]. Le barrage Gouin, principal ouvrage de retenue des eaux du réservoir, n'a pas été conçu pour produire de l'électricité, mais il possède une petite centrale qui sert à faire fonctionner les vannes de l'évacuateur de crues afin de régulariser le débit de la rivière Saint-Maurice et ainsi optimiser la production d'électricité des centrales situées en aval[réf. nécessaire]. 
À l'origine, la Commission des eaux courantes de Québec voulait faciliter le flottage du bois qui était acheminé via la rivière Saint-Maurice, aux papetières de La Tuque jusqu'à Trois-Rivières. Le premier ouvrage a été construit sur le rapide de La Loutre, en 1916-1917. La Shawinigan Water and Power Company décida de rehausser le niveau du réservoir en 1948 et il fut également décidé de détourner le cours supérieur de la rivière Mégiscane et de la rivière Suzie, lesquels s'écoulaient naturellement vers la baie James via la rivière Mégiscane, la rivière Bell et la rivière Nottaway ; et de les faire se déverser vers le fleuve Saint-Laurent par la Saint-Maurice. Une série de digues et de canaux ont été nécessaires afin de permettre de dériver les eaux de ces rivières et, encore aujourd'hui ; ces ouvrages sont méconnus du grand public[réf. nécessaire].

### Village d'Obedjiwan
Sur la rive nord du Réservoir Gouin est située la communauté autochtone d'Obedjiwan, s'écrivant Opiticiwan en langue atikamekw. Ce village est la seule communauté érigée aux abords de cette vaste étendue d'eau artificielle. Lors de la construction du barrage La Loutre (construit à 3,6 km en ligne directe à l'Est, soit en amont du barrage Gouin que l'on connaît aujourd'hui). 
La mise en eau du réservoir a englouti la communauté autochtone qui était établie du lac Obedjiwan, à 130 km du barrage. Les résidents ont dû se relocaliser au site actuel, où ils ont reconstruit leur village. La reconstruction a été financée de mauvaise grâce par la Commission des eaux courantes de Québec, mais avec cinq ans de retard et grâce à l'intervention personnelle du premier ministre Taschereau. Un cimétière autochtone d'obedjiwan à même été noyé dans les eaux du réservoir

### Village d'Oskélanéo
Le village d'Oskélanéo est relié au réservoir Gouin via le lac Oskélanéo et la rivière Oskélanéo. Cette rivière se déverse sur la rive Sud du lac Bureau (réservoir Gouin). Le village d'Oskélanéo s'est constitué à la suite de l'arrivée en 1910 du chemin de fer transcontinental ; la gare fut désignée «Oskélanéo River». Grâce au chemin de fer, le village devint un dépôt d'approvisionnement et un point d'accès à la rivière Rupert, au lac Mistassini et à d'autres régions du nord du Québec. Il devint aussi un point de départ pour les expéditions de chasse et pêche dans la région, ainsi que pour les chantiers forestiers.

## Géographie

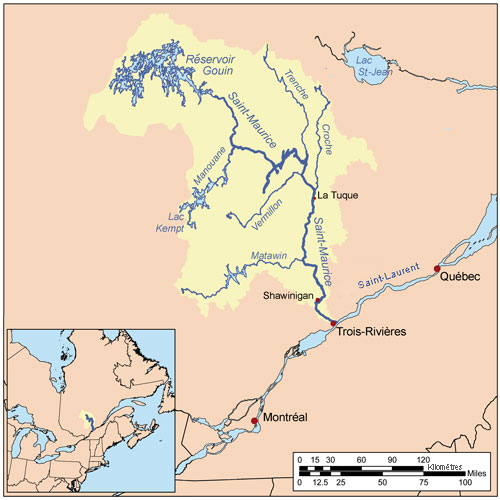
Bassin hydrographique de la rivière Saint-Maurice.

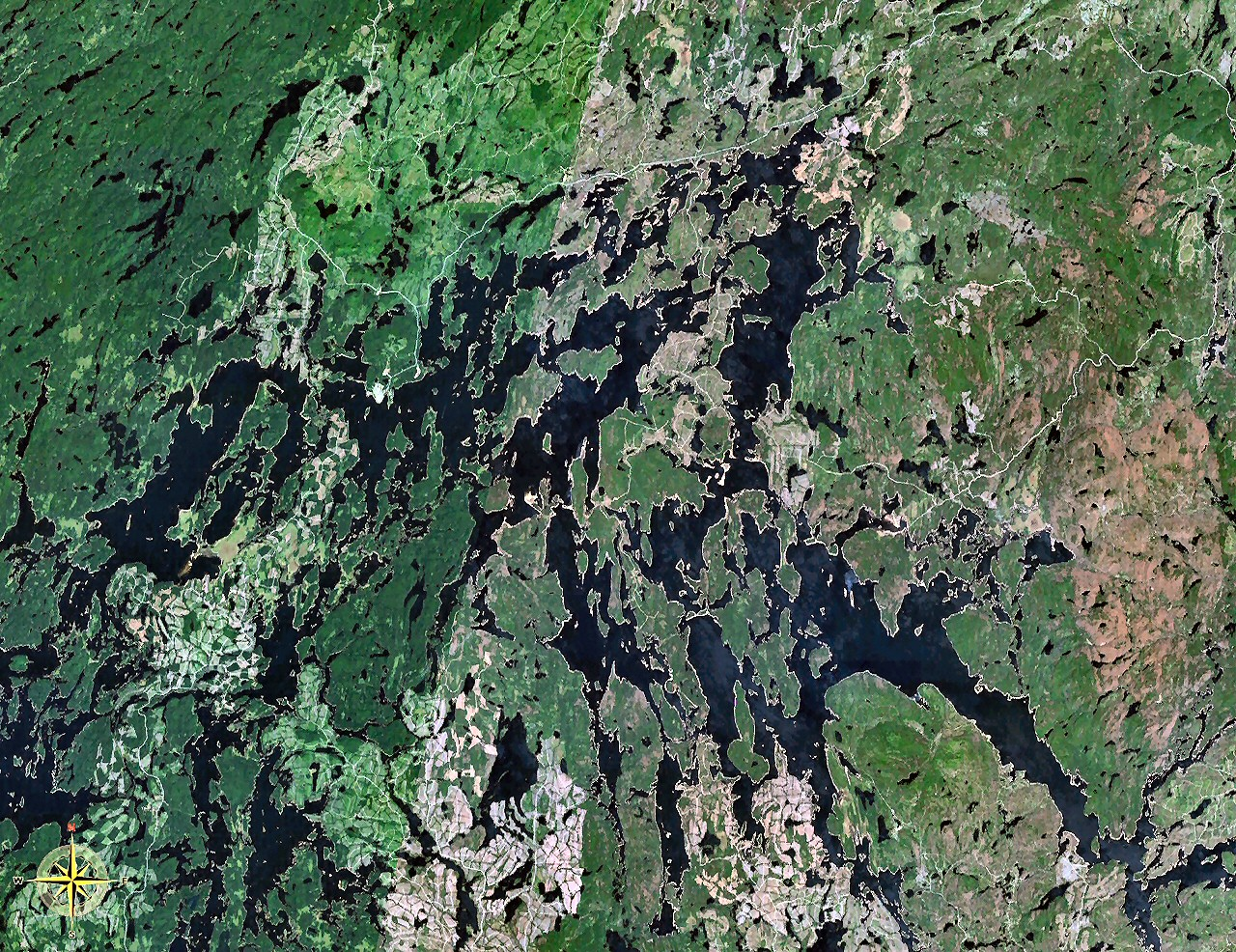
Le réservoir Gouin vu de l'espace.

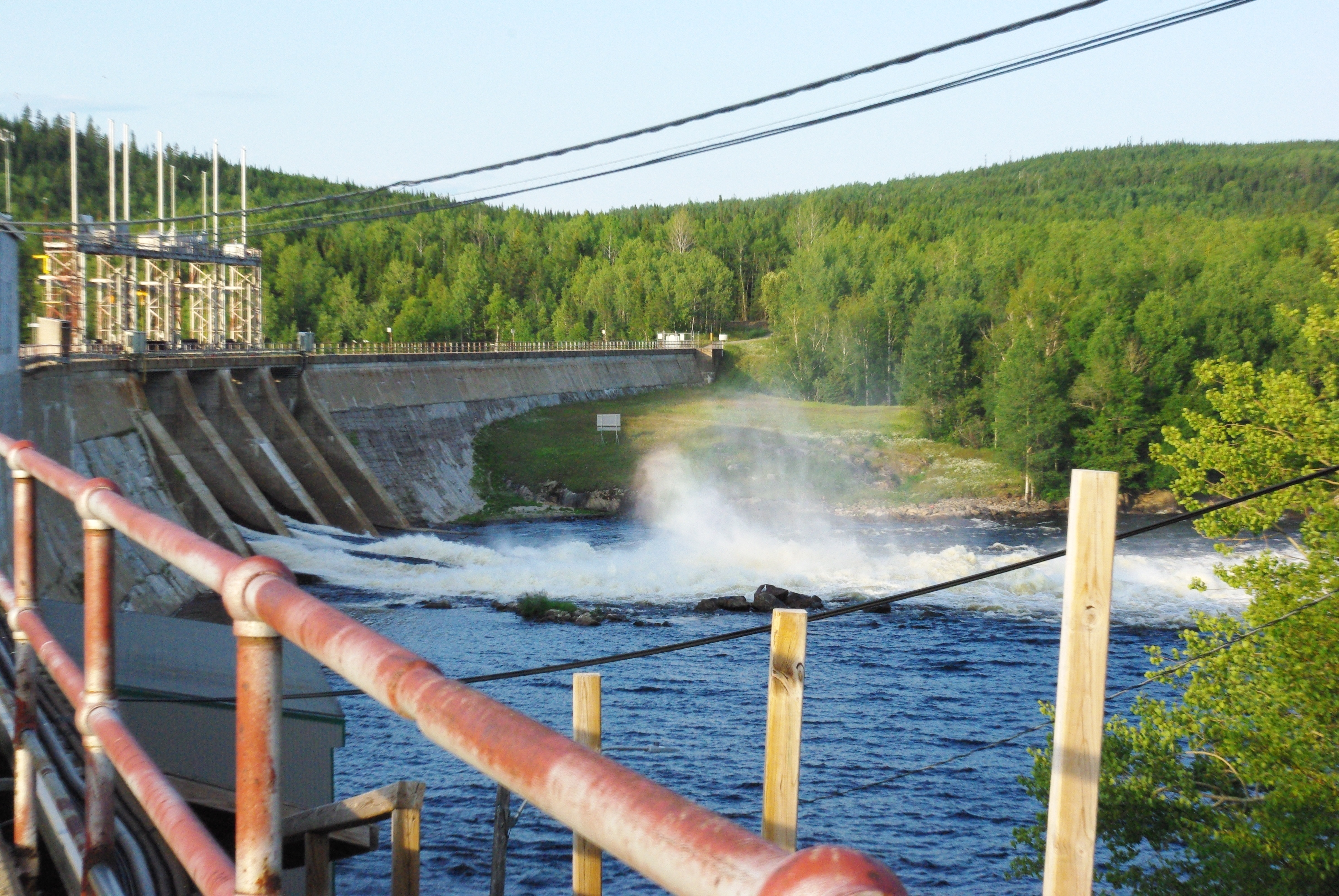
L'ouvrage régulateur qui ferme le réservoir dans sa partie sud-est.

Ce grand réservoir s'étend dans les cantons de (en ordre, en rangée du Nord au Sud) :
- Mathieu, Verreau ;
- Lacasse, Toussaint, McSweeney, Magnan, Lindsay ;
- Hanotaux, Crémazie, Lemay, Marmette, Brochu, Déziel ;
- Poisson, Évanturel, Myrand, Chapman, Nevers, Aubin, Levasseur ;
- Achintre, Sulte, Huguenin, Delage, Leblanc et Bureau.

### Accès routiers
Bien qu'aucune route pavée ne mène au réservoir Gouin, il est néanmoins accessible par plusieurs chemins forestiers, des sentiers de motoneige (ou quad) et par avion. Le bassin versant du réservoir Gouin est accessibles par :
- Côté Nord : la route 212 partant du village d'Obedjiwan et se dirigeant vers le Nord-Est en suivant plus ou moins la rive Nord du réservoir Gouin, jusque dans la zone du lac Normandin (rivière Normandin). À partir d'Obedjiwan, les routes forestières R1045 et la R2046 desservent la partie Nord-Ouest du réservoir ;
- Côté Est : la route forestière 451 reliant vers le Sud le barrage Gouin, le village de Wemotaci et La Tuque ; ce tronçon routier dessert notamment la vallée de la rivière Wapous et du lac Berlinguet ;
- Côté Sud : la route forestière 400 dessert la partie Sud-est du réservoir en passant au barrage Gouin ; la route forestière 404 dessert la partie Sud-Ouest entre les villages de Clova (Québec) et Parent (Québec) ;
- Côté Ouest : la route forestière R1009 (sens Nord-Sud) située à l'Ouest de la vallée de la rivière Pascagama dessert la partie Ouest du réservoir.

### Accès par voie navigable à partir du chemin de fer
Les amateurs de plein air peuvent atteindre le réservoir Gouin par voies navigables en canots, à partir de la ligne de chemin de fer du Canadien National qui relie La Tuque à Senneterre (ville), passant au Sud du réservoir (arrêts ferroviaires en ordre d'Ouest en Est) :
Partie Ouest du réservoir
- rivière Kekek : trajet de 36 km à partir de Rouleau Siding jusqu'à la confluence de la rivière Mégiscane ; trajet comportant des rapides de niveau R1 et R1-2, ainsi que quelques seuils. Note : les amateurs peuvent aussi prendre la variante de la rivière Trévet (affluent de  la rivière Kekek) ;
- rivière Suzie : trajet de 43 km jusqu'au lac du Poète (rivière Mégiscane) comportant quelques obstacles. Note : le lac Brécourt et le lac du Poète (rivière Mégiscane) sont déviés vers le réservoir Gouin via la baie Adolphe-Poisson ;
- rivière Mégiscane : trajet de 38 km pour atteindre le barrage de la Mégiscane sur le lac du Poète ; trajet comportant quelques rapides qui sont généralement faciles à traverser ;
- rivière Flapjack : trajet de 33 km pour atteindre la baie Mattawa ; navigable en tout temps et dans les deux sens ;
- Lacs Arcand et Tessier : trajet de 40 km pour atteindre la baie Saraana, comportant quelques rapides. Cette voie est navigable en tout temps dans les deux sens.

Partie Centre du réservoir
- rivière Oskélanéo : trajet de 22 km pour atteindre la baie du Sud du lac Bureau (réservoir Gouin). Cette voie est la plus fréquentée, étant navigable en tout temps avec des embarcations de rivière et facilement en sens inverse[4].

Par ailleurs, à environ 40 km au sud du réservoir, existent le village de Parent (Québec) et le village de Clova (Québec), tous deux maintenant fusionnés avec la ville de La Tuque. Ces villages sont accessibles par une route forestière et par le train avec Via Rail Canada.
Une base d'hydravion est située au haut du barrage Gouin.

### Principaux tributaires
Les principaux cours d'eau se déversant dans le réservoir Gouin sont (dans le sens horaire en partant du barrage Gouin, soit de l'embouchure) :

#### Rive Sud
- Rivière Jean-Pierre (réservoir Gouin)
- Rivière Atimokateiw
- Rivière de la Galette (réservoir Gouin)
  - Rivière Leblanc (réservoir Gouin)
- Rivière Wacekamiw (via le lac Mikisiw Amirikanan)
- Rivière Nemio (via le lac Bureau)
- Rivière Oskélanéo (via le lac Bureau)
  - Rivière Mistatikamekw
- Décharge du Lac Tessier (via la Baie Saraana)
  - Rivière Faucher
- Rivière Flapjack (via la baie Mattawa)
- Ruisseau Bignell (via la baie Adolphe-Poisson)

#### Rive Ouest
- Rivière Mégiscane (partie supérieure déviée par le barrage du lac du Poète (rivière Mégiscane) vers la Baie Adolphe-Poisson)
- Rivière Suzie (courant dévié par le barrage du lac du Poète (rivière Mégiscane) vers la Baie Adolphe-Poisson)
- Ruisseau Plamondon (réservoir Gouin) (via la baie Plamondon)
- Rivière Piponisiw (tributaire du lac du Mâle)

#### Rive Nord
- Ruisseau de la Rencontre (via le lac du Mâle (réservoir Gouin))
- Rivière Toussaint (via le lac Kamitcikamak)
- Rivière Mathieu
- Rivière Kakospictikweak (via le lac Omina)
  - Rivière Pokotciminikew
  - Rivière Wawackeciw
- Rivière Kakiskeaskoparinaniwok (reliant le lac Omina et la baie Verreau)
- Ruisseau à l'Eau Claire (réservoir Gouin) (via la baie Verreau)
  - Rivière Ohomisiw (via le ruisseau à l'Eau Claire)

#### Rive Est
- Ruisseau Verreau (relié à la baie Verreau)
- Rivière Sakiciw (relié au lac Magnan)
- Ruisseau Barras (relié au lac Magnan)
  - Ruisseau Oskatcickic
- Rivière Nimepir (relié au lac Magnan)
- Rivière Papactew (relié au lac Magnan)
- Rivière Kiackw (relié au lac Magnan)
- Rivière Wapous (via le lac Déziel)
- Rivière au Vison (reliée à la baie au Vison)
- Rivière au Vison Ouest (reliée à la baie au Vison)[5]

### Principales baies

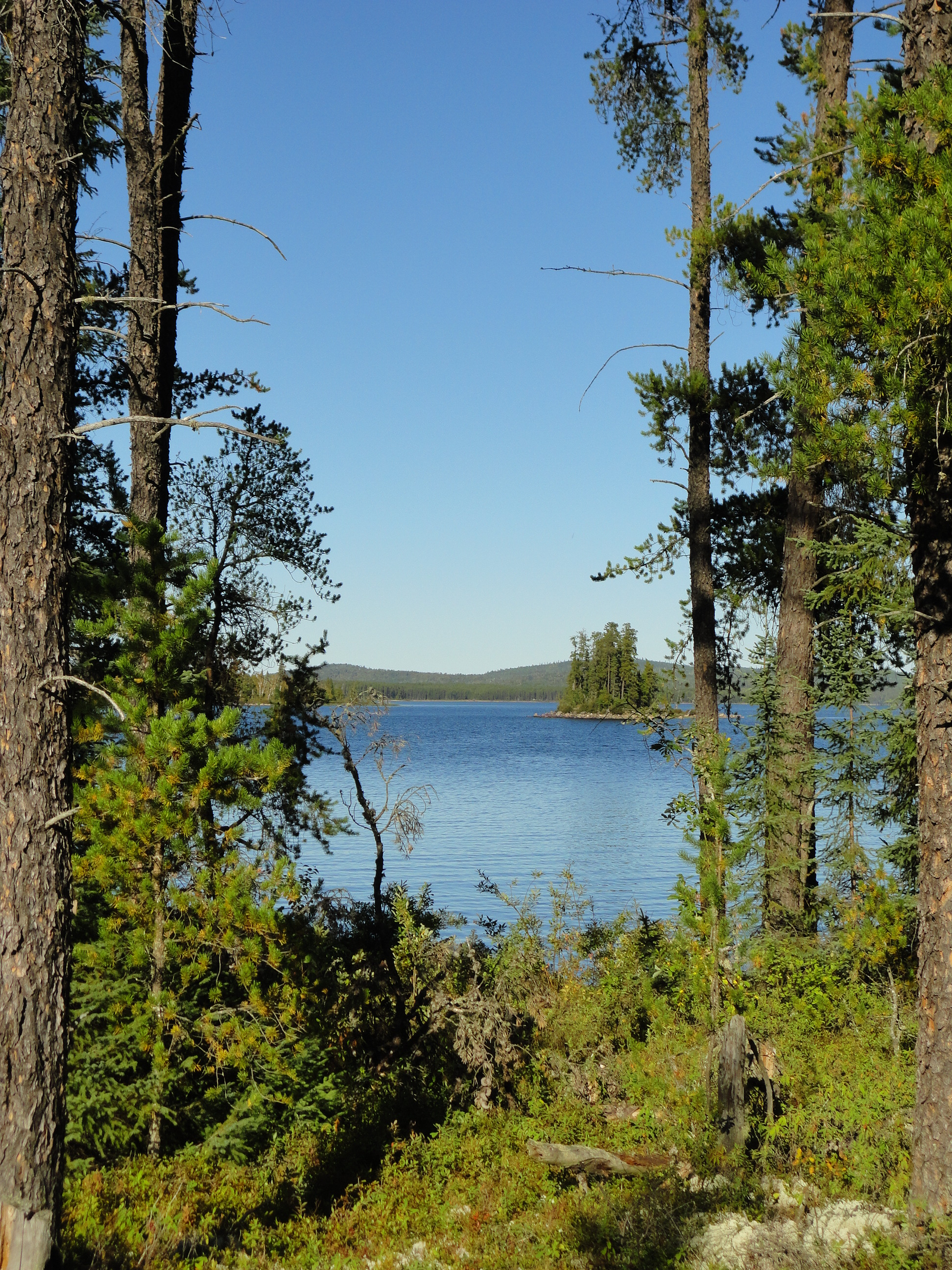
Ka mwakowok.

Ce grand réservoir comporte de nombreuses baies et îles complexifiant la navigation. Avant l'existence des systèmes de géolocalisation qui se sont développés dans les années 2000, beaucoup de navigateurs se sont égarés sur ce plan d'eau, faute de repères. (Sens horaire, à partir de l'embouchure)

#### Rive Sud
- Baie Kikendatch (celle menant au barrage Gouin)
- Baie Jean-Pierre (reliée à la rivière Jean-Pierre)
- Baie du Lion d'Or
- Baie à Brochets
- Baie Wacipemakak (reliée au lac du Mâle)
- Baie Marmette Sud (reliée au lac Chapman)
- Baie Kettle (reliée à la baie Bouzanquet)
- Baie Bouzanquet (reliée à la rivière de la Galette (réservoir Gouin))
- Baie Réal-Michaud (reliée à la baie Marmette Sud)
- Baie Kokotcew Onikam
- Baie Kokotcew
- Baie Minikananik
- Baie Ganipi (reliée au lac Marmette (réservoir Gouin))
- Baie de la Piscine (faisant partie du lac Mikisiw Armirikana)
- Baie de la Barouette (faisant partie du lac Mikisiw Armirikana)
- Baie du Nord du lac Bureau (reliée à la rivière Nemio)
- Baie Nemio (située à l'embouchure de la rivière Nemio)
- Baie de l'Est du lac Bureau
- Baie du Sud du lac Bureau (reliée à la rivière Oskélanéo)
- Baie Atikawekwranan
- Baie Apokwatcik (reliée au lac Bureau (baie du Sud))
- Baie du Danger (reliée au lac Bureau (baie du Sud))
- Baie du Mur de Pierres
- Baie du Couche-Tard (reliée au lac Bureau (baie du Sud))
- Baie Du-Rocher-Matci (reliant la passe Kaopatinak et la baie Saraana)
- Baie Saraana (reliée au lac du Mâle)
- Baie Mattawa (reliée à la rivière Flapjack)
- Baie Piciw Minikanan (reliée à la baie Adolphe-Poisson)
- Baie Adolphe-Poisson (reliée au ruisseau Bignell et au lac du Mâle)

#### Rive Ouest
- Baie Hanotaux (reliée au lac du Mâle)
- Baie Wacapiskitek (liée au lac du Mâle)

#### Rive Nord

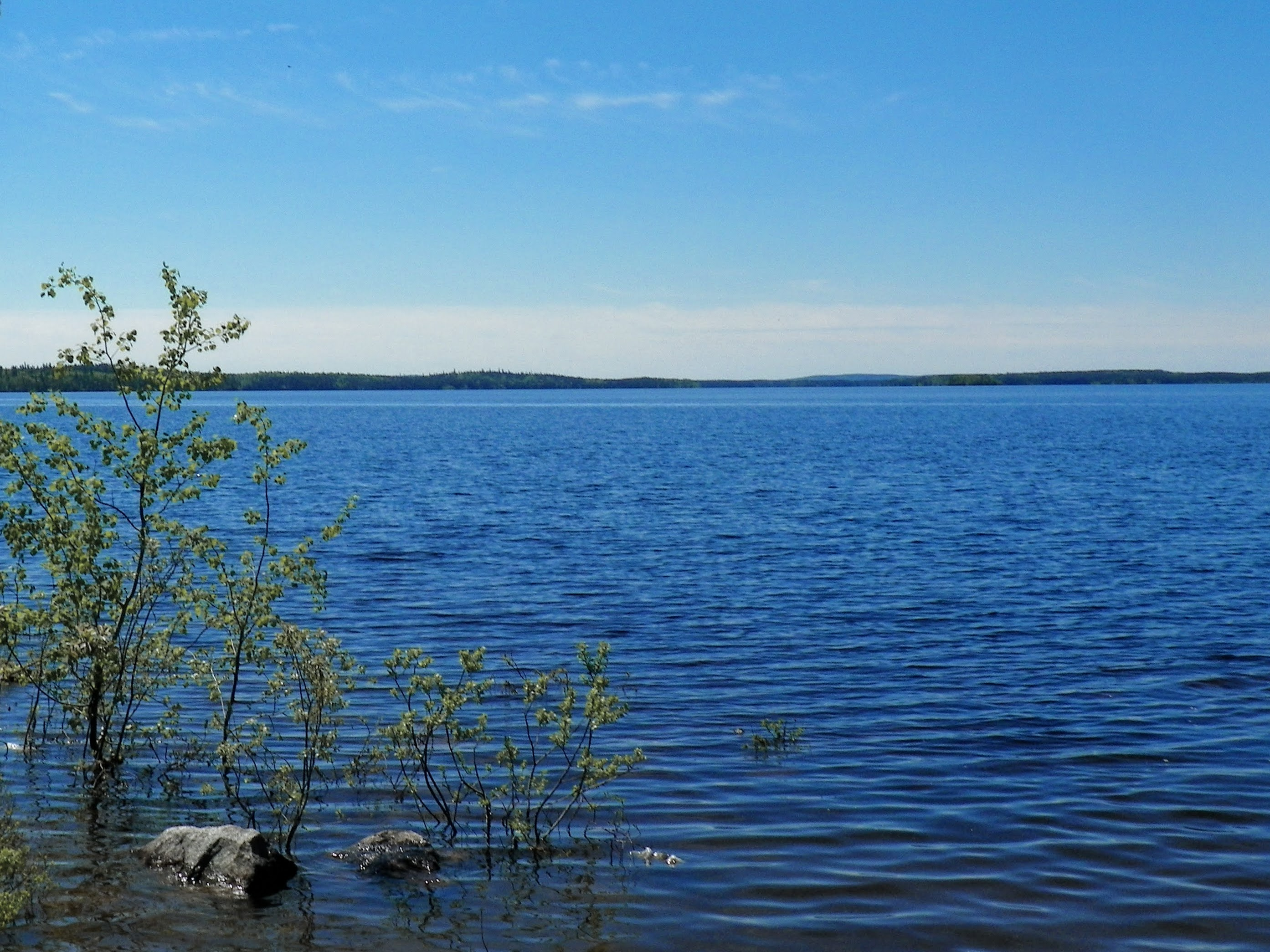
Baie Kanatakompeak.

- Baie Plamondon (réservoir Gouin) (reliée au ruisseau Plamondon)
- Baie Wacapiskitek (reliée au lac du Mâle)
- Baie Aiapew (reliée au lac Bourgeois)
- Baie Tcikitinaw (reliée au lac Bourgeois)
- Baie Kanatakompeak, lié au lac Toussaint
- Baie Wapisiw (reliée au lac Marmette)
- Baie Eskwaskwakamak (reliée au lac Marmette)
- Baie Natcickweciw (reliée au lac Omina)
- Baie Verreau (ancien nom : lac Nemiscasioui) (reliée au ruisseau Verreau et au lac Magnan)

#### Rive Est
- Anse aux Hélices
- Baie du Guide
- Baie de l'Étoile Filante
- Baie au Vison (reliée à la baie Kikendatch)
  - Baie Julien (reliée à la baie au Vison)
  - Baie au Vison Ouest (reliée à la baie au Vison)
- Baie Kikendatch
  - Baie du Petit Vison
- Baie Martel

#### Baies des îles du milieu du réservoir
- Baie des Aigles (liée au lac du Mâle (réservoir Gouin)
- Baie Atikamekwranan
- Baie de Sable (passe)
- Baie de l'Oasis (sur l'île de l'Oasis)
- Baie Thibodeau (reliée au lac du Mâle et au lac Bourgeois)
- Baie Wacihiskacik (liée au lac Bourgeois (réservoir Gouin))
- Baie Wacawkak
- Baie de la paire de Culottes (liée au lac McSweeney)
- Baie Kapiskitcitciwecimok (liée à la baie Marmette Sud)

### Principales îles
(Sens horaire, à partir de l'embouchure du réservoir)

#### Partie Sud
- Île à Morin (dans la baie Kikendatch)
- Île Serpent (dans la baie Jean-Pierre)
- Île aux Trembles (dans la baie Kikendatch)
- Île Kaminictikotanak (dans le lac Brochu)
- Île aux Femmes (dans le lac Nevers)
- Île de la Croix (dans le lac Nevers)
- Île de la Main (dans la baie Kettie)
- Île du Sanglier (dans la baie Kettie)
- Île Demi-Lune (dans le lac Lepage (rivière Wacekamiw))
- Île de la Perdrix (dans le lac Bureau)
- Île aux Mouettes (dans la baie Saraana)
- Île de la Police (dans la baie Saraana)

#### Partie Nord
- Rocher Matci (au Sud du lac du Mâle)
- Île Kaoskiskanikak (dans le lac Toussaint)
- Île Kosapitcikan
- Île Tcipai (dans le lac Magnan)
- Île Toman (dans le lac Magnan)
- Île Matenen (à la limite du lac Toussaint et du lac Marmette)
- Île Tiom (dans la baie Eskwaskwakamak)
- Rocher Kaopapiskitek
- Île Kaopapiskitek

#### Partie Est
- Île Tciman (dans le lac Magnan)
- Île d'Amérique (dans le lac Brochu)
- Île de l'Oasis (séparant la baie Marmette Sud et le lac Nevers (réservoir Gouin))

### Principaux lacs
Les principaux lacs inclus dans le réservoir ou connexes sont : Bureau, Magnan, McSweeney et du Mâle. (Sens horaire, à partir de l'embouchure)

#### Partie Sud
- Lac Nevers (réservoir Gouin) (reliant le lac Chapman et le lac Brochu)
- Lac Chapman (relié par le Nord au lac Nevers)
- Lac Kaackakwakamak (relié au lac Magnan)
- Lac Mikisiw Amirikanan (relié à la Baie Ganipi)
- Lac Bureau (relié par le Nord au lac Toussaint (réservoir Gouin))

#### Partie Ouest
- Lac Saveney (relié à la baie Adolphe-Poisson)
- Lac Miller (réservoir Gouin) (relié au lac du Mâle)
  - Lac Simard (relié au lac Miller)
  - Lac Lacasse (réservoir Gouin) (relié au lac Miller)
- Lac du Mâle (réservoir Gouin) (relié au ruisseau Plamondon et au ruisseau de la Rencontre)

#### Partie Nord
- Lac Kaopiskak (relié à la baie Aiapew qui est connexe au lac du Mâle)
- Lac Bourgeois (réservoir Gouin) (reliant le lac du Mâle et le lac Toussaint)
- Lac Toussaint (réservoir Gouin) (reliant le lac du Mâle et le lac Marquette)
- Lac Marmette (réservoir Gouin) (reliant le lac Toussaint et le lac McSweeney)
- Lac Fou (réservoir Gouin) (relié au lac McSweeney)
- Lac McSweeney
- Lac Kamitcikamak (relié à la rivière Toussaint)
- Lac Kawawiekamak (relié au lac McSweeney)
- Lac Omina (reliant le lac Kawawiekamak à la baie Verreau)
- lac Magnan (reliant la baie Verreau et le lac McSweeney)

#### Partie Est
- Lac Brochu (relié à la baie Kikendatch menant au barrage Gouin)
- Petit lac Brochu
- Lac Déziel (réservoir Gouin) (reliant la rivière Wapous et le lac Brochu)
  - Lac du Déserteur (réservoir Gouin)
- Lac Minikananik (annexe au lac Déziel)
- Lac Duchet (sur une île du centre-Est du réservoir)
- Lac Kamoskosoweskak (sur une île du centre-Est du réservoir)

### Principales passes
Les nombreuses passes entre les îles ou presqu'îles facilitent la navigation sur le réservoir. (Sens horaire, à partir de l'embouchure)
- Passe Kanatawatciwok (liée au lac Nevers)
- Passe de l'Oasis (liée à la baie Marmette Sud)
- Passe Sawrananik
- Passe Piripohonan (liée au lac McSweeney et au lac Marmette)
- Passe du Lac Fou (reliant le lac Fou (réservoir Gouin) et le lac Magnan (réservoir Gouin))
- Passe Kaopisaskwak (située dans la baie Kanatakompeak liée au lac Toussaint)
- Baie de Sable (passe connectant le lac Magnan (réservoir Gouin) et le lac Nevers (réservoir Gouin) (ancien nom : Passe Kawpitawkitciwak)
- Passe Kapikakamicik (situé à la limite du lac Marmette (réservoir Gouin) et de la baie Eskwaskwakamak)
- Bras Matawanikacik (située au Sud-Ouest du lac Toussaint)
- Bras Kice Matawanikak (située au Sud-Ouest du lac Toussaint)
- Passe Kacipatanacik (reliant la baie Thibodeau et le lac Bourgeois)
- Passe Kaopatinak (reliant le lac du Mâle à la Baie Du-Rocher-Matci
- Passe Kaackakocimocik (reliant le lac Kawawiekamak et le lac Omina)
- Passe Pinpohonan (lac McSweeney)
- Passe de la Tête du Magnan (reliant le lac Magnan et le lac McSweeney) (ancien nom : Passe Kakinikwantciwak)
- Passe Pirotew Pawctikw (dans la partie Est du lac Magnan)

## Gestion de l'eau
Le réservoir Gouin sert essentiellement à régulariser les eaux du bassin qu’il dessert afin d’alimenter les centrales hydroélectriques aménagées en aval sur le Saint-Maurice et de minimiser les crues. Le réservoir offre une capacité de rétention 8 500 000 000 m3 d'eau. Le niveau de l'eau varie entre l'altitude 393,08 m et 405,08 m, ce qui fait varier la superficie du réservoir de 1 380 km2 au niveau minimal à 1 789 km2 au niveau maximal. Le marnage habituel du réservoir est de 3 m2. Le débit annuel moyen du Saint-Maurice au barrage Gouin est de 163,4 m3/s avec un débit minimal de 79 m3/s et un débit maximal de 256 m3/s.

## Faune

### Poissons
Les espèces de poissons actuelles habitant le réservoir Gouin sont notamment le doré jaune, le grand brochet, la perchaude et le grand corégone. Il arrive que des pêcheurs capturent du touladi et de l'omble de fontaine mais ces espèces sont plus marginales, car cette vaste étendue d'eau est le repère idéal du brochet qui est très friand des petits poissons.

### Avifaune
La sauvagine présente dans la région comprend le canard noir, canard colvert, sarcelle à ailes vertes, fuligule à collier, grand harle, harle couronné, garrot à œil d'or, petit Garrot, plongeon huard et bernache du Canada. On y rencontre aussi le pygargue à tête blanche.

### Mammifères
Les principaux mammifères en Haute-Mauricie sont : orignal, cerf de Virginie, ours, lièvre, renard roux, rat musqué, moufette et raton laveur.
Les pêcheurs sont tenus de se conformer à la règlementation notamment quant au nombre de prises. Selon les périodes, la pratique de la chasse est aussi règlementée par territoire, par type de gibier et type d'armes.

### Aire faunique communautaire (AFC) du Réservoir Gouin
L'Aire faunique communautaire du réservoir Gouin œuvre afin de préserver la diversité de la faune, l'amélioration de la qualité de la pêche ainsi que de la protection de celle-ci. Dans son rôle de surveillance du territoire, cet organisme à but non lucratif collabore avec le Ministère des Forêts, de la Faune et des Parcs (MFFP) pour maintenir une bonne gestion de la ressource piscicole.